# Lanškroun (stacja kolejowa)
Lanškroun – stacja kolejowa w Lanškrounie, w kraju pardubickim, w Czechach. Jest jedyną stacją kolejową na terenie miasta i jednocześnie stację końcową linii z Rudoltic. Znajduje się na wysokości 375 m n.p.m.
Na stacji istnieje możliwość zakupu biletów na wszystkiego rodzaju pociągi oraz rezerwacji miejsc.

## Linie kolejowe
- Rudoltice v Čechách – Lanškroun